# 데니스 듀배리

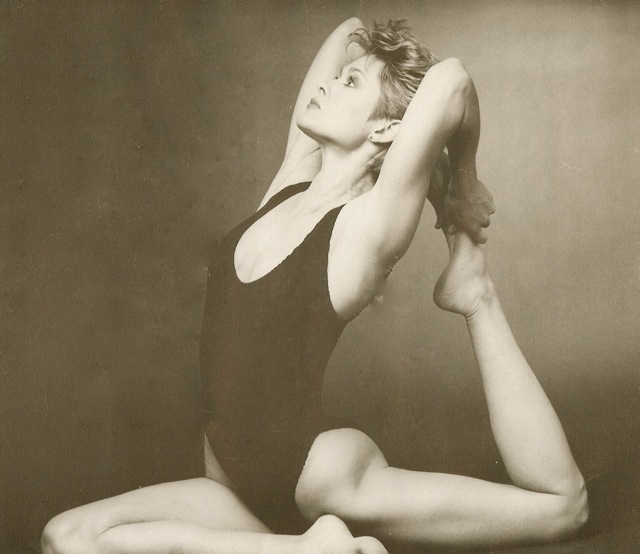

데니스 듀배리(Denise DuBarry, 1956년 3월 6일 ~ 2019년 3월 23일)는 미국의 배우, 텔레비전 배우, 운동가, 영화배우, 영화 프로듀서, 사업가이다.
킬린에서 태어났으며 로스앤젤레스에서 사망하였다.

## 영화
- KGB 비밀 전쟁 (1986년)
- 찬스 (1979년)
- 기동순찰대 (1977년)
- 제8 전투 비행대 (1976년)
- 미녀 삼총사 - TV 시리즈 (1976년)
- 우리 생애 나날들 (1965년)